# جلكى نهرية جبلية
جلكى نهرية جبلية (الاسم العلمي:Ichthyomyzon greeleyi) هي نوع من الحيوانات المائية يتبع جنس الجلكى السمكية من فصيلة الجلكية.